# Boussy-Saint-Antoine
Boussy-Saint-Antoine là một xã ở tỉnh Essonne trong vùng Île-de-France nước Pháp
Theo điều tra dân số năm 1999, dân số xã này là 6.352 người. Ước tính dân số năm 2004 là 6.705.
Danh xưng cư dân địa phương Boussy-Saint-Antoine trong tiếng Pháp là Buxaciens.